# エティエンヌ2世 (ブロワ伯)
エティエンヌ2世アンリ （Étienne II Henri de Blois、1045年 - 1102年3月19日）は、ブロワ伯、シャトーダン伯、シャルトル伯、モー伯であった人物。サンセール、サン・フロランタン、プロヴァン、モントゥロー、ヴェルテュ、ウルシー＝ル＝シャトー、シャトー＝ティエリ、シャティヨン＝シュル＝マルヌ、モンフェリクスの領主でもあった。

## 生涯
ブロワ伯ティボー3世とガルザンド・ド・メーヌの子。1074年よりティボー3世はエティエンヌに実質的に統治を任していたが、1089年の父の死によってブロワ伯となった。
エティエンヌ2世は第1回十字軍を率いた首領の1人であり、妃のアデルに十字軍の進捗状況についてしばしば熱心に手紙を書いていた。また1097年のニカイア攻囲戦における軍評議会の長であった 。長いアンティオキア攻囲戦の最中の1098年、聖地エルサレムまでの道を築くという十字軍の誓いを果たすことなく帰国した。彼はアデルの圧力を受けて2度目の巡礼を行い、一部の郎党は途中で帰国してしまった、小規模の1101年の十字軍に参加した。
1102年、エルサレム王国に滞在していたエティエンヌ2世は、ファーティマ朝とのラムラの戦いに参加して戦死した。57歳であった。

## 子女
1080年、シャルトルでノルマンディー公兼イングランド王ウィリアム1世（征服王）の娘アデル・ド・ノルマンディーと結婚し、8子をもうけた。
- ギヨーム（1085年 - 1150年） - シュリー伯
- ティボー（1090年/1095年 - 1152年） - ブロワ伯、シャンパーニュ伯
- ウード - 夭折
- エティエンヌ（1096年頃 - 1154年） - ブローニュ伯、イングランド王スティーブンとして即位
- マティルドまたはリュシア＝マオ - チェスター伯リチャード・ダヴランシュと結婚。1120年、ホワイトシップの遭難で水死。
- アリックス（1100年頃 - 1145年） - ジョワニー伯ルノーと結婚。
- アンリ（英語版）（1096年頃 - 1171年） - ウィンチェスター司教（英語版）
- アンベール - 夭折

アデルの子であることが証明されていない子女は以下のとおりである。
- アニェス - ユーグ3世・デュ・ピュイゼと結婚。
- エレオノール（1147年没） - ヴェルマンドワ伯ラウル1世と1120年に結婚、1141年に血族同士であることを理由に婚姻は無効とされた（フランス王妃アリエノール・ダキテーヌが妹ペトロニーユとラウル1世を結婚させるために教会に訴えたのが真相とされる）。
- アデライード - ミロン2世・ド・モンレリと結婚。

14世紀後半の情報により、エティエンヌにはエマという庶子がいたことが判明した。エマはアングロ・ノルマン貴族ハーバート・オブ・ウィンチェスターの妻で、ヨーク大司教ウィリアムの母であった。しかし近年の研究では、彼女の異なる親子関係を示唆している。